# Konstanty Ciołek-Żelechowski
Konstanty Ciołek-Żelechowski (ur. 13 marca 1893 w Będzinie, zm. 30 grudnia 1915 w Lublinie) – plutonowy Legionów Polskich, działacz niepodległościowy, kawaler Orderu Virtuti Militari.

## Życiorys
Urodził się w rodzinie Walentego i Anny z domu Cempel vel Zakonnik. Był bratem Józefa Ignacego (ur. 1887) i Piotra (1896–1937), działaczy niepodległościowych, odznaczonych Medalem Niepodległości. Ukończył szkołę miejską w Będzinie. Należał do Narodowego Związku Robotniczego. Od 1912 był członkiem Związku Strzeleckiego, a po wybuchu I wojny światowej został członkiem Polskiej Organizacji Wojskowej. Pracował jako handlowiec.
8 czerwca 1915 wstąpił do Legionów Polskich i został wcielony do III batalionu uzupełniającego. 25 lipca otrzymał przydział do 6 kompanii 6 pułku piechoty. 10 września został mianowany sekcyjnym. 25 października podczas nocnego ataku na Kopne, gdzie dowodził grupą małoletnich skautów-ochotników, ciężko ranny, zdołał zebrać swój pokonany oddział i wycofać na pozycje wyjściowe, osłaniając odwrót podkomendnych. Zmarł 30 grudnia 1915 w szpitalu wojskowym w Lublinie, w następstwie odniesionych ran. 1 stycznia 1916 został pochowany na cmentarzu komunalnym przy ul. Białej w Lublinie (sektor P1KD, rząd 2, grób 5). Był kawalerem, bezdzietnym.

## Ordery i odznaczenia
- Krzyż Srebrny Orderu Wojskowego Virtuti Militari nr 6399 – pośmiertnie, 17 maja 1922[12][13]
- Krzyż Niepodległości – pośmiertnie, 6 czerwca 1931 „za pracę w dziele odzyskania niepodległości”[14][6]
- Krzyż Pamiątkowy 6 pułku piechoty Legionów Polskich[15]